# Прилагательное в немецком языке
Прилага́тельное в неме́цком языке́ — это самостоятельная часть речи, отвечающая на вопросы welche(r, s) или wie. Как часть речи немецкое прилагательное сочетает три признака: семантический, то есть прилагательное имеет качественные и другие свойства; морфологический, то есть наличие грамматических категорий; синтаксический, то есть роль в предложении.
Наибольшую группу составляют качественные прилагательные, которые характеризуют качество предмета. Они являются наиболее полноценными в плане морфологии, так как способны к изменению по степеням сравнения или к сочетанию с наречиями. Второстепенные разряды прилагательных — относительные и притяжательные.

## Склонение
Немецкое прилагательное в своей синтаксической роли выступает в качестве предикатива, если его положение в предложении не определено согласовательной связью. Например, в сочетании с глаголом (ist leicht, tut gut) прилагательное играет роль именной части составного сказуемого. Когда имеет место согласование, то прилагательное играет роль определения и изменяется (то есть склоняется) по трём типам:
- Слабое склонение характерно для словосочетаний с наличием перед определением определённого артикля, указательных местоимений. В большинстве случаев (за исключением Nominativ единственного числа всех родов и Akkusativ среднего и женского рода единственного числа) употребляется окончание -en.
- Сильное склонение наблюдается в тех случаях, когда перед определением нет артиклей или местоимений. В этом случае окончания, принимаемые прилагательными, сами соответствуют определённым артиклям (за исключением Genetiv мужского и среднего рода). Ср.: цепочка артиклей мужского рода der — des — dem — den и цепочка прилагательных перед существительными мужского рода при сильном склонении heller Raum — hellen Raums — hellem Raum — hellen Raum.
- Смешанное склонение имеет место при наличии перед определением неопределённого артикля, притяжательного местоимения или отрицания kein. Окончания прилагательных встречаются характерные как для слабого, так и для сильного склонений: слабые окончания в Genetiv и Dativ, сильные — в Nominativ и Akkusativ.

## Степени сравнения
Степени сравнения в немецком языке — это грамматическая категория немецких прилагательных и наречий, выражающая качественные отношения между основными формами, то есть степенями. Всего степеней три: положительная (Positiv), сравнительная (Komparativ), превосходная (Superlativ).
К образованию степеней сравнения приспособлены далеко не все прилагательные, поскольку многие из них выражают не качество предмета, а характер, принадлежность к той или иной классификации и другое.

### Положительная степень
Положительная степень указывает исключительно на качество предмета (явления), не принимая во внимание его отношения к другим предметам (явлениям), то есть никак не сопоставляя и не сравнивания один предмет с другим. Так, прилагательное streng в словосочетании strenger Frost никак не показывает, что существительное имеет «конкурентов». Оно употребляется в своём обычном виде и приспосабливается только под род существительного.

### Сравнительная степень
Степень сравнительная указывает на те качества одного отдельно взятого предмета (явления), которые проявляют себя в большей или меньшей мере, чем в другом предмете (явлении). Таким образом, эти предметы сравниваются друг с другом.
Образование форм сравнительной степени в немецком языке производится преимущественно синтетически, присоединением суффикса -er и получением корневым гласным большинства односложных слов умлаута. Например: kalt — kälter, groß — größer, alt — älter и так далее. Соответственно, там, где умлаут неуместен, используется только суффиксация: klein — kleiner, ruhig — ruhiger. Особыми случаями образования немецкого компаратива являются прилагательные с дифтонгом au, суффиксами -ig, -er, -et, -bar, а также некоторые односложные прилагательные (froh, klar, voll). Синтаксическая роль второй степени сравнения неоднозначна: прилагательное может быть предикативом, а может играть основную роль определения.

### Превосходная степень
Превосходная степень указывает на то, что предмет (явление) обладает исключительным качеством, достижение которого в ряду других подобных предметов невозможно. Такие прилагательные образуются через присоединение суффикса -(e)st, причём корневая гласная также принимает умлаут. О нюансах образования см. выше. Во всех случаях перед прилагательным в превосходной степени стоит артикль. Если употребляется артиклированный предлог am, то на конце -en. Например: laut — der (die, das) lauteste — am lautesten, jung — der (die, das) jüngste — am jüngsten. Роль в предложении та же, что и у прилагательных в сравнительной степени.

### Исключения
Существуют прилагательные, которые образуют степени сравнения отлично от других слов. Это прослеживается и в других языках, причём слова-исключения зачастую одни и те же. Например, прилагательное gut имеет отличные степени, как в латинском (bonus — melior — optimus) или французском (bon — meilleur — le (la, les) meilleur(e, s)).
- gut — besser — der (die, das) beste — am besten
- hoch — höher — der (die, das) höchste — am höchsten
- nah(e) — näher — der (die, das) nächsten